# Kuna Konavoska
Kuna Konavoska je naselje u Republici Hrvatskoj, u sastavu Općine Konavle, Dubrovačko-neretvanska županija. Polazna je točka za najviši konavoski vrh Sniježnicu (1234 m). Na Kunoj se nalazi Planinarska kuća Kuna koja ujedno spada i u najjužniju planinarsku kuću u Hrvatskoj. To je bivša škola koju su članovi HPD-a Dubrovnik preuredili za planinarske potrebe nakon što su morali napustiti kuću obitelji Pavlić koju su koristili kao planinarsku kuću. Kuća ima struju, a voda je iz cisterne.

## Stanovništvo
Prema popisu stanovništva iz 2011. godine, naselje je imalo 17 stanovnika.
| broj stanovnika | 126   | 152   | 160   | 146   | 164   | 159   | 136   | 146   | 133   | 137   | 114   | 97    | 65    | 46    | 30    | 17    | 13    |
|                 | 1857. | 1869. | 1880. | 1890. | 1900. | 1910. | 1921. | 1931. | 1948. | 1953. | 1961. | 1971. | 1981. | 1991. | 2001. | 2011. | 2021. |